# Postpunk
Postpunk is een muziekstijl die opkwam na de punk en vanaf eind jaren 70 populair werd. Postpunk is experimenteler dan punkmuziek (dat gekenmerkt wordt door drie-akkoordenschema's). In de stijl klinken invloeden door uit andere muziekgenres zoals krautrock, funk, protopunk en disco. Geïnspireerd door de energie van punk en de doe-het-zelf-ethiek werd een stap verder gezet door te breken met rockclichés.
Bekende Engelse bands in het genre zijn  Siouxsie and the Banshees, Wire, Public Image Limited, Gang of Four, The Cure, Joy Division, Echo & The Bunnymen, Killing Joke, Cocteau Twins, en Modern English. Bands uit andere landen zijn Xmal Deutschland (Duitsland), Dead Can Dance (Australië) en Talking Heads (Verenigde Staten). De bands Swans en The Birthday Party zitten tussen postpunk en het radicalere no wave in. Bekende Nederlandse postpunkbands waren Nasmak, + Instruments en Mecano (Nederlandse band). In Nederland komt de postpunk op onder de vlag van Ultra.

## Postpunkrevival in 2000
Vanaf 2000 was er een postpunkrevival, een opleving van de genres postpunk en new wave met bands als Interpol, Arctic Monkeys, The Rakes, Liars, Franz Ferdinand, Bloc Party, Yeah Yeah Yeahs, Blood Red Shoes, Maxïmo Park, Editors, White Lies en The Killers. In België passen bands als Confuse The Cat, Johnny Berlin, Customs en Roza Parks in de postpunklijn en in Nederland De Staat, Moke en Pioneers of Love.

## Verschillen tussen postpunk en postpunkrevival
De tweede generatie musici kopieert stijlkenmerken als ritme, melodie en klankkleur, maar in esthetisch opzicht is het anders. Postpunkbands maakten een geheel nieuwe muziekstijl, terwijl de revivalbands daarentegen nostalgie en het geluid uit het verleden re-integreerden in de muziek van hun tijd. Postpunkbands werden veelal gecontracteerd door onafhankelijke platenlabels of brachten soms vanuit een principiële DIY-houding hun muziek zelf uit. De revivalbands daarentegen hebben contracten bij grote platenlabels, marketingbudgetten en videoclips. Hierdoor lijken de revivalbands soms meer op de newwave- en newromanticbands uit 1980 die ook hun muzikale ambities lieten beïnvloeden door commercie en mode. In de documentaire Kill Your Idols benadrukken onder anderen Lee Ranaldo, Michael Gira en Lydia Lunch dit verschil en merken op dat de twee stromingen niet met elkaar zijn te verenigen.